# Stijn Streuvels
Pour les articles homonymes, voir Stijn.
Stijn Streuvels, pseudonyme de Franciscus Petrus Marie dit Frank Lateur, né à Heule le 3 octobre 1871 et mort à Ingooigem le 15 août 1969, est un écrivain belge d'expression néerlandaise.

## Biographie
La famille Lateur s’établit à Avelgem en 1887 et exploite une boulangerie dans cette localité. Frank Lateur interrompt ses études secondaires et choisit le métier de boulanger. Il travaille successivement à Avelgem, Courtrai, Heule et Bruges et s’installe dès 1892 comme boulanger dans l’entreprise familiale à Avelgem. En 1905, il abandonne ce métier et, peu de temps avant son mariage avec Alida Staelens, il construit le « Lijsternest » (le nid de grives) à Ingooigem où, de 1905 à sa mort survenue en 1969, il se consacre exclusivement à ses activités littéraires.

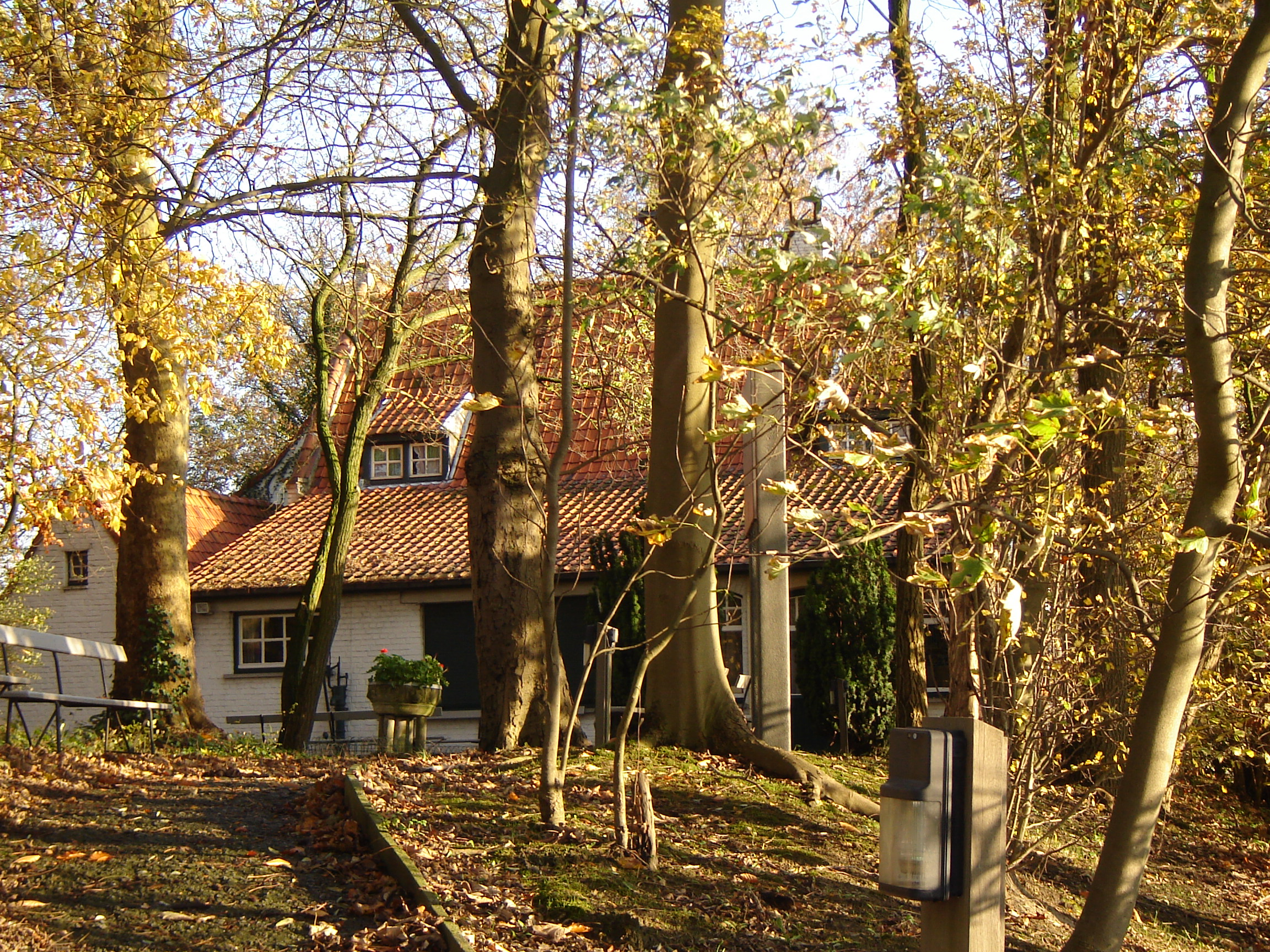
Het Lijsternet, sa maison.

Il publie ses premiers récits en 1894, collabore à la revue Van nu en straks (littéralement D'aujourd'hui et de tout à l'heure), et donne, avant la Première Guerre mondiale, le meilleur d'une œuvre composée de romans et de récits, qui peint de manière réaliste la vie des paysans de la Flandre-Occidentale, soumis aux exigences de la terre qu'ils travaillent, tout en y associant les thèmes métaphysiques du destin, du cycle cosmique de la nature, et de la dépendance de l'homme.
La seconde partie de son œuvre, qui traite avec moins de bonheur des mutations sociales, économiques ou intellectuelles qui affectent la Flandre, ou de problèmes religieux, fournit encore deux chefs-d'œuvre relevant de la première source de son inspiration : Vie et mort dans le séchoir (1926), un récit mystérieux où la description est enrichie de plongées hardies dans l'inconscient et Le Déclin du Waterhoek (De teleurgang van den Waterhoek) (1927), qui laisse la victoire à la technique, au modernisme et à la jeune génération. Il a également tracé de merveilleux portraits d'enfants (L'Enfant de Noël, 1911 et Poucette, 1922, traduits par Camille Melloy) et laissé une importante œuvre de mémorialiste (Heule, 1942 ; Kroniek van de familie Gezelle, Chronique de la famille Gezelle, 1960).
Ami intime du peintre luministe Emmanuel Viérin, il confia à plusieurs reprises à celui-ci le soin d'illustrer ses ouvrages, notamment l'édition de luxe (250 exemplaires) de la première impression de De Vlasschaard (1907). Ayant souvent ensemble exploré différents lieux de Flandre et des Pays-Bas, il n'est pas rare de retrouver dans les descriptions de l'écrivain les paysages peints par le peintre.

## Prix et honneurs
Prix
- Prix quinquennal de l'État en 1900, 1905 et 1935[réf. nécessaire]
- Prix triennal de littérature néerlandaise en 1962

Décorations
- Grand officier de l'ordre de la Couronne
- Commandeur de l'ordre de Léopold
- Grand officier de l'ordre d'Orange-Nassau

Honneurs
- Docteur honoris causa de l'université catholique de Louvain
- Docteur honoris causa de l'université de Münster
- Docteur honoris causa de l'université de Pretoria
- La SABAM a instauré le prix Stijn Streuvels récompensant un roman
- Le roi Baudouin s'est rendu à son domicile d'Ingooigem pour le féliciter à l'occasion de son quatre-vingt-huitième anniversaire
- Il était membre de l'Académie royale de langue et littérature flamande
- La commune de Schaerbeek a donné son nom à une rue

### Sources
- Journal Le Soir, 15-16 août 1969